# 松本真紀
松本 真紀（まつもと まき、1986年6月30日 - ）は、日本のAV女優。
素人ものを中心に活躍。

## 略歴
- 2005年頃にAVデビュー。

## 作品

### アダルトビデオ
- エスカレートするドしろーと娘 66 まきちゃん（2005年9月2日、プレステージ）
- 素人生汁娘 01 Mちゃん（2005年10月12日、プレステージ）
- 地方出身者限定・ウブなお嬢さん パンティー一枚 喫茶店で脱いで働けますか?（2005年12月4日、SODクリエイト）オムニバス作品
- もしもこんな○○があったら… パート5（2005年12月4日、V&Rプロダクツ）他出演:笠木あやか、遠山若菜、綾野みゆき、滝沢由紀、矢作ゆりあ、川村奈美、葉月真琴
- 理想の病院紹介します！ パート2（2006年4月6日、V&Rプロダクツ）共演:名波ゆら、速水怜、秋村千紗、来栖多香子
- 制服美少女最終淫悶実験室 43 真紀（2006年4月12日、プレステージ）
- 萌えあがる募集若妻 47 まきさん（2006年5月4日、プレステージ）
- Tokyo 流儀 17 三軒茶屋style（2006年5月4日、プレステージ）

### アダルトサイト
- 舞ワイフ　セレブ・クラブ
- STREET ANGELS まこ 20 歳
- 淫乱新人OL生姦入社祝い